# Neil Burger

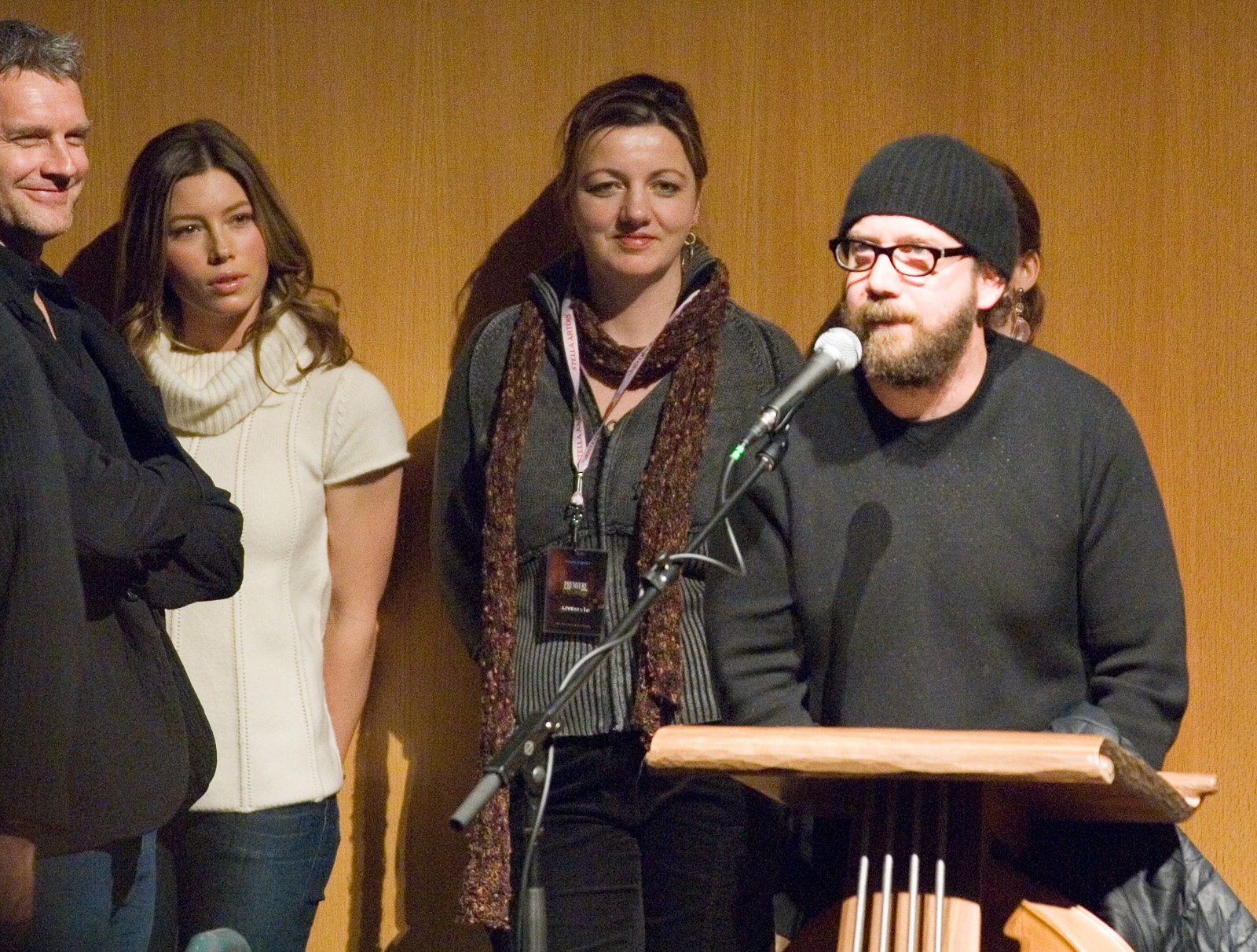
Neil Burger no (canto esquerdo) com Jessica Biel (segunda a partir da esquerda) e Paul Giamatti (sentado).

Neil Burger (Connecticut) é um cineasta e roteirista estadunidense, famoso por dirigir e roteirizar o drama O Ilusionista (2006) e o filme de ação Divergente.

## Filmografia
- Interview With the Assassin (2002) (pseudodocumentário, inédito no Brasil) - diretor e roteirista
- O Ilusionista (The Illusionist) (2006) - diretor e roteirista.
- The Return (2007) - diretor, produtor e principal roteirista.
- The Lucky Ones (2008) - diretor e principal roteirista.
- Limitless (2011) baseado no romance The Dark Fields - diretor
- Divergente (Divergent) (2013)- baseado no livro Divergente - diretor